# Tay
Tay är Skottlands längsta flod (den sjätte längsta i Storbritannien), 193 km lång. Den rinner upp i de skotska högländerna och rinner österut för att mynna i Nordsjön i viken Firth of Tay vid Dundee, efter att ha passerat genom Perth. Avrinningsområdet är 4 970 km². Medelflödet vid mynningen är 167 m³/s, vilket är högst i Storbritannien.

## Mänsklig användning
Tay är vida känd för sitt fina laxfiske.[källa behövs]